# 록스타 노스
록스타 노스(Rockstar North, 이전 이름: DMA Design Limited)는 미국의 게임회사인 록스타 게임즈(Rockstar Games)의 스튜디오 중의 하나이다.

## 비디오 게임
DMA 디자인 시절:
- Menace (1988) (Amiga, ST and PC)
- Ballistix (1989) (ports to MSDOS, C64, TG16)
- Blood Money (1989) (Amiga, ST and C64)
- 레밍즈 (1990) (Amiga, CDTV, MS-DOS, ST, Spectrum, CD-I, Lynx)
- Oh No! More Lemmings (1991) (Amiga, ST, MS-DOS)
- Walker (1993) (Amiga)
- Hired Guns (1993) (Amiga, MS-DOS)
- Holiday Lemmings 1993 (1993) (MS-DOS)
- Lemmings 2: The Tribes (1993) (Amiga, MS-DOS, SNES)
- All New World of Lemmings (1994) (Amiga, MS-DOS, 3DO)
- Holiday Lemmings 1994 (1994) (MS-DOS)
- Unirally (1994) (SNES) (published in the U.S. as Uniracers)
- 그랜드 테프트 오토 (게임) (1997) (PS1, GBC, PC)
- Body Harvest (1998) (N64)
- Space Station Silicon Valley (1998) (N64)
- 그랜드 테프트 오토: 런던 1969 (1999) (PS1, PC) - 그랜드 테프트 오토의 확장팩
- 그랜드 테프트 오토: 런던 1961 (1999) (PC) - 그랜드 테프트 오토: 런던 1969의 무료 확장팩
- 그랜드 테프트 오토 2 (1999) (PS1, Dreamcast, GBC, PC)
- Tanktics (1999)
- Wild Metal Country (1999) (PC)
- Wild Metal (1999) (Dreamcast)
- 그랜드 테프트 오토 III (2001) (PS2, 엑스박스, PC)

록스타 노스 이후:
- 그랜드 테프트 오토: 바이스 시티 (2002) (PS2, 엑스박스, PC)
- Manhunt (2003) (PS2, 엑스박스, PC)
- 그랜드 테프트 오토: 산 안드레아스 (2004) (PS2, 엑스박스, PC)
- 그랜드 테프트 오토: 리버티 시티 스토리 (2005) (PSP, PS2) (with Rockstar Leeds)
- 그랜드 테프트 오토: 바이스 시티 스토리 (2006) (PSP, PS2) (with Rockstar Leeds)
- Manhunt 2 (2007) (PS2, PSP, Wii) (with Rockstar London, Rockstar Leeds and Rockstar Toronto)
- 그랜드 테프트 오토 IV (2008) (PS3, 엑스박스 360, PC)
- 그랜드 테프트 오토 V (2013) (PS3, 엑스박스 360, PC, PS4, 엑스박스 원)